# Les Fleurs fanées
Pour plus de détails, voir Fiche technique et Distribution.
Les Fleurs fanées (Die Blumen von gestern) est un film germano-austro-français réalisé par Chris Kraus, sorti en 2016. 
Il est sorti en 2017 en Allemagne, en Autriche et en Suisse. 
La comédie dramatique reçut huit nominations aux Oscars allemands (dont celui du meilleur film, meilleur réalisateur, meilleur acteur) et trois nominations au Prix du film autrichien, dont il en emporta le Prix du meilleur acteur.

## Synopsis
Totila Blumen, enseignant chercheur, se passionne pour l’Holocauste. Sa vie est loin d’être satisfaisante à ses yeux, entre désaccords avec ses collègues et disputes conjugales. Pour remédier à cela, on lui affecte contre son gré Zazie, une jeune étudiante française qu’il trouve d’abord insouciante mais qui dévoile peu à peu, lors de leurs enquêtes sur le terrain, d’autres facettes de sa joyeuse personnalité. La franchise de la jeune femme et son rejet des conventions irritent Totila beaucoup, mais lorsqu'il apprend à la connaître, son monde en est bouleversé.

## Fiche technique
- Titre : Les Fleurs fanées
- Titre original : Die Blumen von gestern
- Langue : allemand
- Durée : 125 minutes
- Réalisation et scénario : Chris Kraus
- Production : Danny Krausz, Kathrin Lemme, Chris Kraus
- Musique : Annette Focks
- Photographie : Sonja Rom
- Montage : Brigitta Tauchner
- Décors : Silke Buhr
- Son : André Zacher
- Costumes : Gioia Raspé
- Budget : 5,3 million d'euros
- Format : 16/9, Couleurs, Dolby
- Langue : allemand
- Dates de sortie : 		
  - Japon : 27 octobre 2016 (Festival international du film de Tokyo)

## Distribution
- Lars Eidinger : Totila Blumen
- Adèle Haenel : Zazie Lindeau
- Jan Josef Liefers : Balthasar Thomas
- Hannah Herzsprung : Hannah Blumen
- Sigrid Marquardt : Tara Rubinstein
- Bibiane Zeller : Lisbeth Blumen
- Rolf Hoppe : professeur Norkus
- Eva Löbau : Anita Koldewey

## Accueil critique
Le film est une comédie dramatique peu conventionnelle et joue dans le milieu des chercheurs allemands de l'Holocauste. Le film a surtout reçu des critiques positives. Martin Schwickert, de Die Zeit, a déclaré que le dialogue avait « presque le génie et la rapidité de Woody Allen ». Anke Sterneborg, de Epd Film, a écrit : « Avec de grands acteurs, des dialogues rapides et des pensées intelligentes, Chris Kraus emporte une bouffée d'air frais dans le domaine de la "gestion du passé ». Grégory Coutaut, de FilmdeCulte, a résumé : « Tous les éléments d'une bonne comédie sont réunis dans ce film: des dialogues vifs et incisifs, un comique de situation des plus original, un humour noir spirituel et une bonne dose de tendresse. Et la manière dont Lars Eidinger et Adèle Haenel se crêpent le chignon et se rabibochent, se détestent et s'aiment, est du grand art à ne manquer sous aucun prétexte ».
Le sujet et le thème du film ont également conduit à des discussions au sein de la presse allemande. Voici ce qu'écrivait Der Tagesspiegel : « Une comédie loufoque sur des chercheurs de l'Holocauste, ça peut marcher ? Le film est décrit par la critique comme "extrêmement drôle" et "profondément émouvant" (Die Zeit), ou comme un exemple "scandaleux" du "nouveau cinéma d'histoire allemande » (Tagesspiegel). IMDB note le film 6,8/10.

## Distinctions
Le film a été double lauréat des prix avec le Tokyo Sakura Grand Prix et le prix du public au Festival international du film de Tokyo 2016.
Autres prix
- Mention « hautement recommandé » de la Commission allemande d’appréciation des films[6]
- Prix du meilleur film Bade-Wurtemberg en 2016 (Baden-Württembergischer Filmpreis)[7]
- Prix du scénario Bade-Wurtemberg (Thomas-Strittmatter-Drehbuchpreis)[8]
- Prix du meilleur film au Festival du film juif de Moscou en 2017[9]
- Prix du meilleur film allemand au Festival du film juif de Berlin & Brandebourg en 2017 (23. Jüdischen Filmfestival Berlin & Brandenburg
- Prix de la meilleure actrice dans un second rôle décerné en 2017 à Sigrid Marquardt (Prix des acteurs du cinéma allemand/Deutscher Schauspielerpreis)[10]
- Prix du meilleur film au Festival Moving History Potsdam en 2017.
- Prix du meilleur film allemand d’art et d’essai en 2017 (Gilde-Filmpreis)[11]
- Prix du meilleur acteur décerné en 2018 à Lars Eidinger au Österreichischer Filmpreis[12]
- Prix du meilleur acteur (Spotlight Award) décerné en 2018 à Lars Eidinger au Berlin & Beyond Film Festival San Francicso[13]

## Autour du film
À l’origine, le scénario a été conçu pour Eva Green, qui a exprimé son intérêt pour le rôle de Zazie Lindeau. Adèle Haenel, qui a finalement été occupée, a appris l'allemand pour le rôle et parle maintenant couramment la langue.